# Susi Erdmann
Susi-Lisa Erdmann (Blankenburg im Harz, 29 gennaio 1968) è un'ex slittinista ed ex bobbista tedesca, capace di vincere medaglie olimpiche, titoli mondiali, titoli europei e trofei di Coppa del Mondo in entrambe le discipline.
Prima della riunificazione della Germania (1990), ha gareggiato per la nazionale tedesca orientale di slittino.

## Biografia

### Gli inizi e i successi nello slittino
Iniziò a praticare lo slittino all'età di 9 anni sulla pista naturale di Schierke.
Nel 1985 entra a far parte dell'allora nazionale della Germania Est e compete nelle categorie giovanili nella specialità del singolo, vincendo una medaglia d'argento ai campionati mondiali juniores nell'edizione di Schönau am Königssee 1986 e altre due medaglie (un argento e un bronzo) agli europei juniores.
In Coppa del Mondo ottiene il suo primo podio, nonché la sua prima vittoria, il 9 gennaio 1988 ad Altenberg nel singolo, durante la stagione 1987/88. Ha trionfato in classifica generale nella specialità del singolo per due stagioni consecutive: nel 1990/91 e nel 1991/92.
Ha partecipato a tre edizioni dei giochi olimpici invernali: ad Albertville 1992, a Lillehammer 1994 e a Nagano 1998 ottenendo rispettivamente un bronzo, un argento e un quarto posto nella gara individuale.
Ai campionati mondiali di slittino ha vinto dieci medaglie di cui ben sette d'oro (3 nel singolo e 4 nella competizione a squadre) mentre agli europei vanta sei medaglie di cui due titoli individuali e tre a squadre.
Ha inoltre vinto un titolo nazionale nel singolo.

### La nuova carriera nel bob
Passò al bob nel 2000, vincendo la Coppa del Mondo di bob a due nella stagione 2001/02.
Prese parte ai Giochi olimpici di Salt Lake City 2002 dove vinse il bronzo e di Torino 2006, edizione in cui terminò la gara al quinto posto.
Vinse inoltre tre medaglie a mondiali di bob tra cui due ori a Winterberg 2003 e Königssee 2004. Nelle rassegne continentali ha altresì collezionato un bronzo.
Dopo il suo ritiro nel 2007, Erdmann nel 2009 ha annunciato il proprio matrimonio con lo slittinista italiano Gerhard Plankensteiner.

## Palmarès

### Slittino

#### Olimpiadi
- 2 medaglie:
  - 1 argento (singolo a Lillehammer 1994);
  - 1 bronzo (singolo a Albertville 1992).

#### Mondiali
- 10 medaglie:
  - 7 ori (singolo a Winterberg 1989; gara a squadre a Calgary 1990; singolo, gara a squadre a Winterberg 1991; gara a squadre a Calgary 1993; gara a squadre a Lillehammer 1995; singolo a Igls 1997);
  - 3 argenti (gara a squadre a Winterberg 1989; singolo a Lillehammer 1995; singolo a Altenberg 1996);

#### Europei
- 6 medaglie:
  - 5 ori (singolo, gara a squadre a Igls 1990; singolo, gara a squadre a Winterberg 1992; gara a squadre ad Oberhof 1998);
  - 1 bronzo (singolo ad Oberhof 1998).

#### Mondiali juniores
- 1 medaglia:
  - 1 argento (singolo a Schönau am Königssee 1986).

#### Europei juniores
- 2 medaglie:
  - 1 argento (singolo a Sarajevo 1987);
  - 1 bronzo (singolo a Schönau am Königssee 1985).

#### Coppa del Mondo
- Vincitrice della Coppa del Mondo nella specialità del singolo nel 1990/91 e nel 1991/92.
- 27 podi (tutti nel singolo):
  - 4 vittorie;
  - 14 secondi posti;
  - 9 terzi posti.

#### Coppa del Mondo - vittorie
| Data             | Luogo        | Paese        | Disciplina |
| ---------------- | ------------ | ------------ | ---------- |
| 9 gennaio 1988   | Altenberg    | Germania Est | Singolo    |
| 19 gennaio 1991  | Winterberg   | Germania     | Singolo    |
| 8 febbraio 1991  | Sankt Moritz | Svizzera     | Singolo    |
| 16 novembre 1991 | Altenberg    | Germania     | Singolo    |

#### Campionati tedeschi
- 5 medaglie:
  - 1 oro (singolo a Winterberg 1997);
  - 2 argenti (singolo a Winterberg 1992; singolo a Schönau am Königssee 1994);
  - 2 bronzi (singolo a Altenberg 1996; singolo ad Oberhof 1998).

### Bob

#### Olimpiadi
- 1 medaglia:
  - 1 bronzo (bob a due a Salt Lake City 2002);

#### Mondiali
- 3 medaglie:
  - 2 ori (bob a due a Winterberg 2003; bob a due a Königssee 2004);
  - 1 bronzo (bob a due a Calgary 2001).

#### Europei
- 1 medaglia:
  - 1 bronzo (bob a due a Sankt Moritz 2006).

#### Coppa del Mondo
- Vincitrice della Coppa del Mondo nel bob a due femminile nel 2001/02.
- 27 podi (tutti nel bob a due)[1]:
  - 7 vittorie;
  - 17 secondi posti;
  - 3 terzi posti.

#### Coppa del Mondo - vittorie[1]
| Data             | Luogo                | Paese       | Disciplina                  |
| ---------------- | -------------------- | ----------- | --------------------------- |
| 19 novembre 2001 | Schönau am Königssee | Germania    | a due con Tanja Hees        |
| 15 dicembre 2001 | Calgary              | Canada      | a due con Birgit Brodbeck   |
| 16 dicembre 2001 | Calgary              | Canada      | a due con Nicole Herschmann |
| 18 gennaio 2003  | Altenberg            | Germania    | a due con Anne Dietrich     |
| 19 gennaio 2003  | Altenberg            | Germania    | a due con Anne Dietrich     |
| 7 dicembre 2003  | Lake Placid          | Stati Uniti | a due con Kristina Bader    |
| 9 dicembre 2006  | Schönau am Königssee | Germania    | a due con Anne Dietrich     |